# Пустынный кожан
Пустынный кожан или Кожан Ботта (лат. Eptesicus bottae) — вид млекопитающих семейства гладконосых. Встречается в скалистых районах и умеренных пустынях.

## Таксономия и этимология
Он был описан как новый вид в 1869 году немецким натуралистом Вильгельмом Петерсом. Петерс поместил его в ныне несуществующий род летучих мышей Vesperus с биномом V. bottae.
Голотип был найден на юго-западе Йемена врачом, натуралистом, археологом и дипломатом Полем-Эмилем Боттой, в 1837 году. В честь него было дано видовое название Bottae. В 1878 году Джордж Эдвард Добсон писал, что считает его синонимом поздний кожан лат. Vesperugo (или Eptesicus) serotinus. После 1967 году он стал назывался, лат. Eptesicus bottae.
С 1976 по 2006 год близкородственный вид Eptesicus anatolicus широко считался частью E. botae, несмотря на то, что E. anatolicus был отдельно идентифицирован в 1971 году. Эта концепция была в значительной степени опровергнута Бендой и его коллегами в 2006 году. До 2013 года кожан Огнева (лат. E. ognevi) также считался частью E. bottae, пока генетические анализы не подтвердили, что оба вида являются отдельными видами.

## Описание
Пустынный кожан — это летучая мышь среднего размера с длиной головы и туловища от 48 до 64 миллиметров и массой от 12 до 23 граммов. Длина хвоста составляет от 35 до 44,5 мм, размах крыльев — от 27 до 33 сантиметров, длина предплечья — от 40 до 50 мм.
Шерсть не очень длинная (на середине спины 8.5 мм), густая, без блеска; корни волос тёмно-серые; общая окраска шерсти светлая: серовато-желтоватая сверху, белая или белесая — снизу тела. Уши тонкокожие Длина предплечья 38-47 мм. Средняя скорость полета 5.7 м/с.

## Ареал и среда обитания
По сведениям П. П. Стрелкова относится к типично пустынным животным. Более устойчивая и высокая численность наблюдается в подзоне южных пустынь. Пустынный кожан лучше других приспособлен к экстремальным аридным условиям, вплоть до того, что не нуждается в регулярном водопое. Встречается в нескольких странах, граничащих с восточной частью Средиземного моря, Ближним Востоком и Средней Азии . Его можно найти в Казахстане, Таджикистане, Узбекистане, Египте, Иране, Ираке, Израиле, Иордании, Омане, Государстве Палестина, Саудовской Аравии, Сирийской Арабской Республике, Объединённых Арабских Эмиратах, Йемене и, возможно, Ливане . Был замечен в диапазоне высот до 2100 м над уровнем моря.

## Охранный статус
По состоянию на 2021 год МСОП оценивает его как вид, вызывающий наименьшее беспокойство. В Египте он считается локально распространённым, хотя в других частях его ареала встречается реже.